# Morton (Mississippi)
Pour les articles homonymes, voir Morton.
Morton est une ville américaine située dans le comté de Scott, dans l'État du Mississippi.
Selon le recensement de 2010, Morton compte 3 462 habitants. La municipalité s'étend sur 7,23 milles carrés (18,73 km2), dont 7,19 milles carrés (18,62 km2) de terres.